# Логарушич, Здравко
Здравко Логарушич (хорв. Zdravko Logarušić; 21 октября 1965, Славонски-Брод, СФРЮ) — югославский и хорватский футбольный тренер.

## Карьера
Занимался тренерской деятельностью на четырех континентах. Уже много лет Логарушич специализируется на работе с африканскими командами. В декабре 2017 года наставник впервые приступил к руководству национальной команды, возглавив Судан. В этой должности он продержался до конца 2019 года. Вскоре он был назначен на пост главного тренера сборной Зимбабве. С ней хорват работал в квалификационном раунде Кубка африканских наций, но добиться результата не смог. По ходу 2024 года Логарушич трудился с Эсватини.

## Достижения
- Чемпион Кении (1): 2012/13.
- Обладатель Кубка Президента Кении (1): 2023/24.
- Обладатель Кубка Ганы (1): 2017.